# Andrés Vombergar
Andrés Vombergar (* 20. November 1994 in Villa Luzuriaga) ist ein argentinisch-slowenischer Fußballspieler.

## Karriere

### Verein
Vombergar begann seine Karriere beim CA Ituzaingó. Zur Saison 2015 wechselte er zum Drittligisten CA Fénix. Sein Debüt für Fénix in der Primera B Metropolitana gab er im Februar 2015 gegen den CA Brown. Sein erstes Tor in der dritthöchsten Spielklasse erzielte er im selben Monat bei einem 1:0-Sieg gegen Deportivo Merlo. In seiner ersten Saison bei Fénix kam Vombergar zu 38 Einsätzen, in denen er zehn Tore erzielte.
Nachdem er in der Saison 2016 zu 19 Einsätzen gekommen war, in denen er drei Treffer erzielt hatte, wechselte er zur Saison 2016/17 zum Zweitligisten CA Los Andes. Sein Debüt in der Primera B Nacional gab er im September 2016, als er am zweiten Spieltag jener Saison gegen Villa Dálmine in der 81. Minute für Maximiliano García eingewechselt wurde. Sein erstes Tor für Los Andes erzielte er im November 2016 bei einem 3:1-Sieg gegen die All Boys. Zu Saisonende hatte er 36 Zweitligaeinsätze zu Buche stehen, in denen er 13 Treffer erzielte.
Zur Saison 2017/18 wechselte Vombergar nach Slowenien zum NK Olimpija Ljubljana. Sein Debüt in der 1. SNL gab er im August 2017, als er am sechsten Spieltag jener Saison gegen den NK Ankaran in der 73. Minute für Tomislav Tomić eingewechselt wurde. Seinen ersten Treffer in der höchsten slowenischen Spielklasse erzielte er im September 2017 bei einem 4:2-Sieg gegen den NK Krško. Bis Saisonende kam er zu 16 Einsätzen für Olimpija Ljubljana in der Liga und erzielte dabei vier Tore. Zudem wurde er mit dem Verein in jener Saison slowenischer Meister und Pokalsieger.
Im Februar 2019 wechselte er nach Russland zum FK Ufa, bei dem er einen bis Juni 2022 laufenden Vertrag erhielt. Im März 2019 debütierte er in der Premjer-Liga, als er am 18. Spieltag der Saison 2018/19 gegen den FK Dynamo Moskau in der 85. Minute für Olivier Thill eingewechselt wurde. Insgesamt kam er für Ufa zu 28 Einsätzen im russischen Oberhaus. Im September 2020 kehrte Vombergar wieder nach Ljubljana zurück. Für Olimpija absolvierte er in der Saison 2020/21 weitere 33 Partien in der 1. SNL, in denen er elf Tore erzielte.
Im Juli 2022 wechselte er nach Mexiko zu Atlético San Luis. Für San Luis spielte er 22 Mal in der Liga MX. Im Juli 2022 kehrte er nach Argentinien zurück und schloss sich dem CA San Lorenzo de Almagro an.

### Nationalmannschaft
Am 24. Januar 2019 debütierte Vombergar in einem freundschaftlichen Länderspiel gegen eine chinesische Auswahl in der B-Nationalmannschaft Sloweniens und erzielte bei dem 2:2-Remis einen Treffer. Im November 2022 gab er dann in einem Testspiel gegen Rumänien sein Debüt im A-Nationalteam.

## Erfolge
NK Olimpija Ljubljana
- Slowenischer Meister: 2017/18
- Slowenischer Pokalsieger: 2017/18